# Victor Abeloos
Victor Abeloos, né le 25 décembre 1881 à St-Gilles, et mort le 18 août 1965 à Ixelles, est un peintre belge.

## Biographie
Victor Abeloos naît le 25 décembre 1881 à Saint-Gilles,. Il étudie à l'académie de Bruxelles auprès d'I. Verheyden et Alfred Cluysenaar.
Il est peintre de nus féminins, de natures mortes, de paysages, de portraits et d'animaux, des marines, des scènes mythologiques et des sujets socialement engagés. Il se distingue par son rejet des conventions de l'époque.
Il a des expositions individuelles à la Galerie Royale (1922) et à la Galerie Le Salonnet (1925), toutes deux à Bruxelles. Un certain nombre de ses œuvres se trouvent au Musée Charlier et au Musée d'Ixelles à Bruxelles.
Avec le peintre Emile Vauthier, Victor Abeloos a un atelier au 16 Godecharlestraat à Ixelles à partir de 1930 environ. Il s'y installe définitivement après son mariage en 1952.
Il est parfois considéré comme ayant été anglais.
Victor Abeloos meurt le 18 août 1965 à Ixelles.

## Expositions
- 1901 : Royal Glasgow Institute of Fine Arts où il expose Le roi de la prairie flamande[2], paysage avec animaux[1].
- 1903 : Société Nationale des Beaux-Arts de Paris où il expose Le réveil de Diane et La grève[1],[2].
- 1904 : Société Nationale des Beaux-Arts de Paris où il expose Tigre déchirant un serpent[1],[2].